# Cloeon kashmiri
Cloeon kashmiri is een haft uit de familie Baetidae. De wetenschappelijke naam van de soort is voor het eerst geldig gepubliceerd in 1939 door Traver.
De soort komt voor in het Oriëntaals gebied.